# 内藤藤一郎
内藤 藤一郎（ないとう とういちろう、1896年 - 1939年5月13日）は、美術史家。
大阪出身。早稲田大学卒。飛鳥時代の彫刻を主とした仏教美術を研究し、ギリシャ彫刻との比較研究をおこなった。

## 著書
- 『仏像通解 上,中巻』鹿鳴荘 1927-31
- 『日本仏教図像史 上巻 薬師如来・阿弥陀如来』東方書院 1932
- 『法隆寺壁画の研究』第1-2分冊 東洋美術研究会大阪支部 1932
- 『日本佛教絵畫史 飛鳥寧樂朝篇』古代文化研究會 1933
- 『法隆寺研究 金堂篇 第1』古代文化研究会 1933　政経書院 1934
- 『飛鳥時代の美術』政経書院 1934
- 『四天王寺と美術』大阪郷土史叢書 湯川弘文社 1935
- 『日本仏教絵画史 飛鳥篇,奈良朝 前期篇,本期篇』政経書院 1934-35
- 『絵巻物叢説 第1 源氏物語絵巻』日本美術同巧会 1936
- 『概説日本古美術史』スズカケ出版部 1937

## 注
1. ↑  日本人名大辞典